# Gasthaus zum Löwen (Gutach)

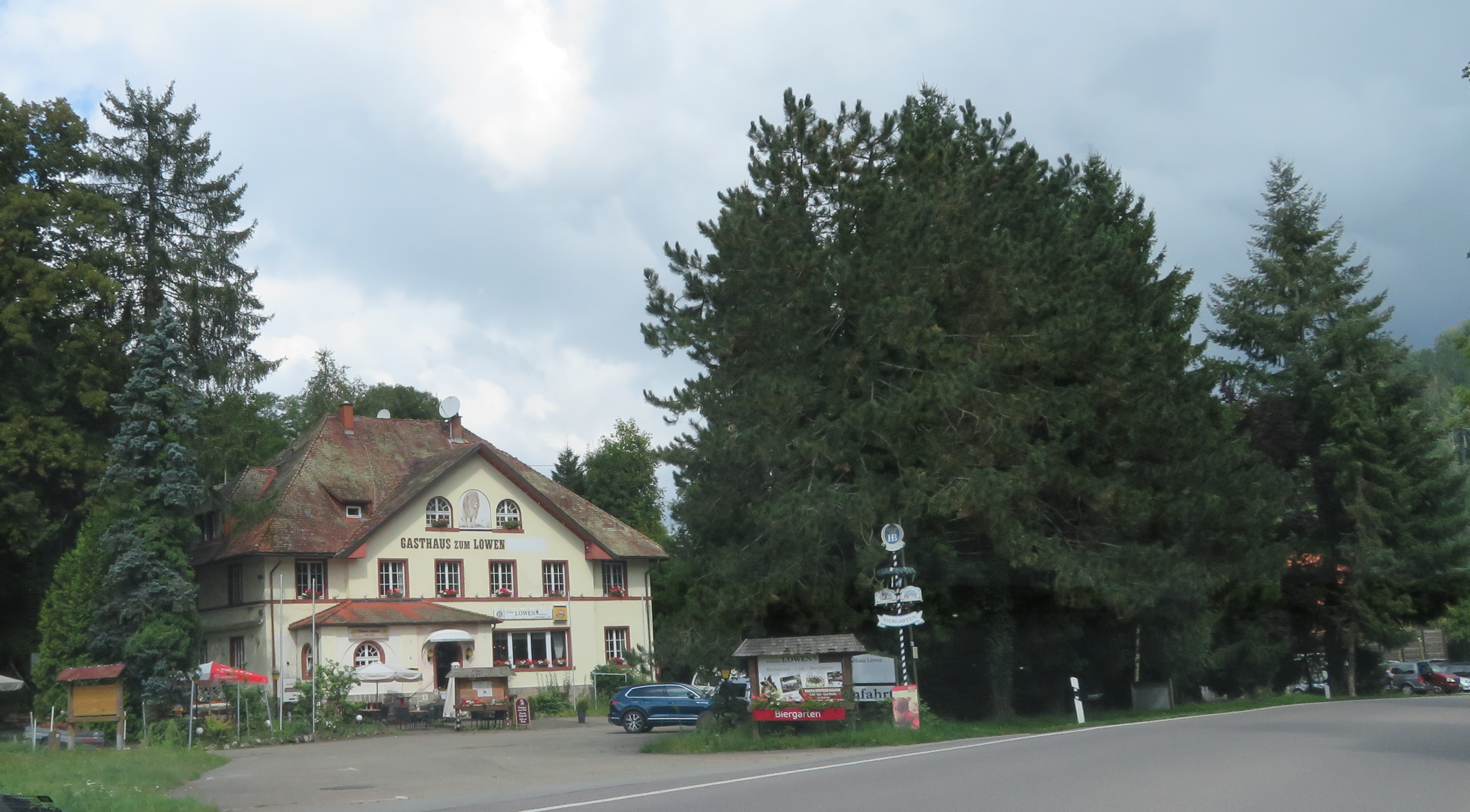
Gasthaus zum Löwen

Das Gasthaus zum Löwen, in älteren Reiseführern oft als Hotel Löwe bezeichnet, in der Hauptstraße 95 in Gutach ist ein altes Gasthaus.

## Geschichte
1721 erhielt Georg Aberle aus Berglehen (heute: Oberlehof) ein Baugrundstück, auf dem er ein bescheidenes Gasthaus errichtete. Noch Aberles Nachfahren konnten nicht allein von der Bewirtung von Gästen leben, sondern betätigten sich auch als Bäcker. Im 19. Jahrhundert wurde Gutach allmählich ein Ziel für Touristen, insbesondere nach der Eröffnung der Schwarzwaldbahn 1873. Bei der Planung dieser Bahn wurde bereits auf die Lage des Gasthauses Bezug genommen: „Von der Station Gutach, die nahe bei dem Wirthshaus zum Löwen [...] angelegt würde, überschritte dann die Bahn den Fluß“, hieß es in den Verhandlungen der Ständeversammlung des Großherzogtums Baden, als über die Streckenführung gesprochen wurde.
1880 besuchte der Maler Wilhelm Hasemann zum ersten Mal das Gutachtal. In der Folge kehrten zahlreiche Künstler im „Löwen“ ein. Erhalten geblieben ist aus dieser Zeit ein Künstleralbum des Gasthauses.
Im September 1877 übernachtete Berthold Auerbach im „Löwen“ und berichtete in Briefen vom 4. und 5. September 1877 über die Anwesenheit von Künstlern „Ich bin also gestern von Triberg fort und zunächst hieher, wo auch die Maler Breitbach und Professor Kretschmer sind [...]“ und über die damaligen Bauarbeiten an der Gutach: „Ich war lange bei dem Wassermeister und den ufermauernden Italienern an der Gutach. Ich sehe jetzt alles dies sub specie meiner begonnenen und weiter geplanten größern Arbeit, in die ich auch meine Krisis der Volksbetrachtung hineinverarbeiten werde.“ Auch Heinrich Hansjakob erwähnte noch die Beliebtheit des Gasthauses bei Künstlern: „Im Löwen in Gutach, wo alle bessern Touristen und Künstler einkehren, machten auch wir den ersten Halt“, ist bei Hansjakob zu lesen.
1912 wurde das alte Gasthaus durch das jetzige Gebäude ersetzt. Bauherren waren die damaligen Besitzer Hans Wöhrle und Regina Wöhrle, geb. Lauble.
Der Weiler „Beim Löwen“ soll sich erst nach dem Bau des Gasthauses in dessen Umgebung entwickelt haben.